# WWE Women’s Championship (1956–2010)
WWE Women’s Championship było tytułem mistrzowskim profesjonalnego wrestlingu promowanym przez federację World Wrestling Entertainment. Stworzony w 1956, był to najstarszy aktywny tytuł mistrzowski w historii WWE dopóki nie został zdezaktywowany w 2010 na rzecz WWE Divas Championship. Nowy WWE Women’s Championship został utworzony w 2016 i pomimo tej samej nazwy, nowsza wersja nie kontynuuje życiorysu oryginalnego.

## Historia
WWE Women’s Championship było oryginalnie znane jako NWA World Women’s Championship z National Wrestling Alliance (NWA). W 1956, The Fabulous Moolah stała się pierwszą mistrzynią zdobywając go 18 września, jako data uznawana przez World Wrestling Entertainment. WWE Women’s Championship było zastępcą NWA World Women’s Championship (które jest aktywne do dziś). W 1983, World Wrestling Federation (WWF) zakończyło współpracę z NWA i uznało posiadaczkę World Women’s Championship The Fabulous Moolah jako własną mistrzynię. Według WWF, panowanie Moolah trwało niespełna 28 lat. WWF później zmieniło nazwę tytułu na World Wrestling Federation (WWF) Women’s Championship.
W 1990, tytuł stał się nieaktywny po tym jak Rockin’ Robin zwakowała tytuł odchodząc z federacji. W grudniu 1993, mistrzostwo reaktywowano gdzie Alundra Blayze wygrała turniej o zwakowany Women’s Championship, jednakże tytuł ponownie stał się nieaktywny, kiedy to Blayze zaskakująco podpisała kontrakt z World Championship Wrestling. Będąc wciąż mistrzynią, wyrzuciła pas mistrzowski do kosza na śmieci podczas jednego z odcinków WCW Monday Nitro. Mistrzostwo raz jeszcze zostało reaktywowane we wrześniu 1998, kiedy to Jacqueline pokonała Sable wygrywając tytuł.
Po zmianie nazwy WWF na WWE w 2002, nazwa tytułu również została zmieniona na WWE Women’s Championship. Przez pewien moment, WWE Undisputed Championship i WWE Women’s Championship były jedynymi tytułami bronionymi na Raw i SmackDown, podczas gdy wszystkie inne tytuły należały do jednego z brandów. W rezultacie podzielenia rosteru na dwa brandy, Women’s Championship trafiło ekskluzywnie dla brandu Raw.
24 czerwca 2007, Candice Michelle stała się pierwszą zwyciężczynią WWE Diva Search, które zdobyła mistrzostwo, a pokonała ona Melinę na Vengeance: Night of Champions. Tytuł był jedynym dla kobiecych wrestlerek do 4 lipca 2008, kiedy to utworzono WWE Divas Championship dla brandu SmackDown.
13 kwietnia 2009, Women’s Championship stało się ekskluzywne dla brandu SmackDown, gdyż panująca mistrzyni Melina została przeniesiona z Raw do Smackdown podczas Draftu 2009. 28 czerwca na The Bash, Michelle McCool stała się pierwszą Divą posiadającą w karierze Divas i Women’s Championship. W historii, oba tytuły do swoich osiągnięć mogą zaliczać Mickie James, Melina, Beth Phoenix i Layla. Michelle McCool i Melina są jedynymi kobietami w historii WWE, które kilkukrotnie posiadały obydwa mistrzostwa.
30 sierpnia 2010 na Raw zostało ogłoszone, że mistrzostwo zostanie zunifikowane z Divas Championship na gali Night of Champions. Mecz został wygrany przez Michelle McCool, a tytuły zunifikowane tworząc Unified WWE Divas Championship, dezaktywując Women’s Championship i kontynuując żywot Divas Championship.

## Przynależność mistrzostwa
Wraz z podzieleniem rosteru na dwa brandy 25 marca 2002, wszystkie tytuły stały się ekskluzywne dla brandu Raw i SmackDown. Poniżej znajduje się tabelka przedstawiająca historię przenosin tytułu:
| Colors | Colors                                   |
| ------ | ---------------------------------------- |
|        | Tytuł przeniesiony do brandu Raw.        |
|        | Tytuł przeniesiony do brandu SmackDown!. |

| Data przeniesienia | Notka |
| ------------------ | --- |
| wrzesień 2002      | Women’s Championship stało się ekskluzywne dla Raw |
| 13 kwietnia 2009   | W czasie Draftu 2009 posiadaczka mistrzostwa Melina została przeniesiona na SmackDown. Tytuł został w owym brandzie do czas unifikacji z WWE Divas Championship 19 września 2010. |

## Panowania

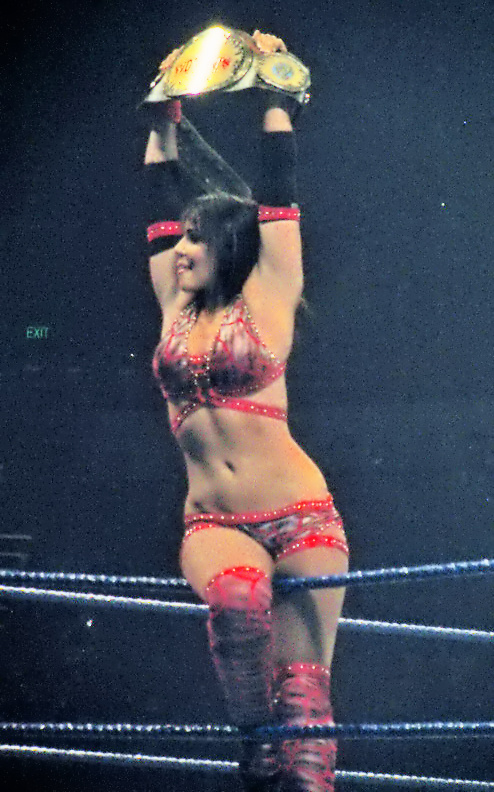
Jednokrotna i ostatnia mistrzyni Layla

Pierwszą mistrzynią była The Fabulous Moolah, która pokonała Judy Grable 18 września 1956. Moolah posiadała tytuł rekordowo, nieprzerwanie przez 10 lat, podczas gdy WWE uznaje jej panowanie za 27-letnie. Dodatkowo posiadała pas najwięcej, aż 8 razy, podczas gdy WWE uznaje Trish Stratus za rekordzistkę, która miała tytuł 7 razy. Mickie James miała mistrzostwo najkrócej. 24 kwietnia 2007, James pokonała mistrzynię Melinę i Victorię w triple threat matchu. Jednakże Jonathan Coachman, Generalny Menadżer Raw, stwierdził, że skoro Mickie przypięła Victorię, to Melinie należy się rewanż, który po chwili wygrała i odzyskała pas.
Jedynym mężczyzną, który zdobył owo mistrzostwo był Karvey Wippleman. 30 stycznia 2000, Wippleman wygrał WWF Women’s Championship od The Cat w „Lumberjill Snow Bunny” matchu, podczas gdy występował jako „Hervina”.
Kobieca dywizja zaczęła powoli znikać w 1990 podczas panowania Robin. Alundra Blayze wygrała Women’s Championship po tym, jak została ona reaktywowana w 1993, lecz dwa lata później ponownie zdezaktywowano po tym, jak opuściła federację i dołączyła do World Championship Wrestling. Chyna opuściła federację podczas jej panowania. Trish Stratus posiada rekord posiadania tytułu, który zdobyła siedem razy, ostatni raz na Unforgiven w 2006 przeciwko Licie, po czym tej samej nocy odeszła na wrestlingową emeryturę, wakatując tytuł dzień później. Michelle McCool zunifikowała Women’s i Divas Championship na rzecz Layli, zostając ostatnią niekwestionowaną mistrzynią. Layla pokonała Beth Phoenix w two-on-one handicap matchu na SmackDown 11 maja 2010, które zostało nadane 14 maja. Podczas jej panowania, ona i McCool razem mogły bronić tytułu przeciwko pretendentkom. Łącznie w historii było 29 mistrzyń wraz z 59 różnymi panowaniami.
28 marca 2015, Debra Miceli (znana jako Madusa i Alundra Blayze) wyjęła pas WWF Women’s Championship z kosza na śmieci podczas jej przemowy w WWE Hall of Fame, mówiąc, że „tytuł wrócił do domu” po dwudziestu latach. Podkreśliła, że jest to pas „wrestlingowych kobiet” i wyzwała jakąkolwiek „Divę” aby jej ten pas zabrała, lecz po chwili powiedziała, że jest ona przecież emerytowaną zapaśniczką i tylko żartowała. Na końcu wypowiedzi uznała siebie jako „panującą WWF Women’s Champion”, trzymając pas mistrzowski na ramieniu. Jako iż był to kolejny żart, WWE rzecz jasna nie uznaje tego „panowania”.